# Tanhuato
Tanhuato è una municipalità dello stato di Michoacán, nel Messico centrale, il cui capoluogo è la località di Tanhuato de Guerrero.
La municipalità conta 15.176 abitanti (2010) e ha un'estensione di 227,78 km².
Il significato del nome della località in lingua chichimeca è luogo vicino alla collina.